# إيفان هاندلر
إيفان هاندلر (بالإنجليزية: Evan Handler) هو ممثل أمريكي، ولد في 10 يناير 1961 بنيويورك في الولايات المتحدة.

## أعمال

### أفلام
- (1994) قتلة بالفطرة[4][5][6]
- (1996) فدية[7]
- (2010) الجنس والمدينة 2[8]

### مسلسلات
- 24
- الجنس والمدينة
- ميامي

## وصلات خارجية
- إيفان هاندلر على موقع IMDb (الإنجليزية)
- إيفان هاندلر على موقع ألو سيني (الفرنسية)
- إيفان هاندلر على موقع أول موفي (الإنجليزية)
- إيفان هاندلر على موقع قاعدة بيانات برودواي على الإنترنت (الإنجليزية)
- إيفان هاندلر على موقع قاعدة بيانات الأفلام السويدية (السويدية)
- إيفان هاندلر على موقع إن إن دي بي (الإنجليزية)
- إيفان هاندلر على موقع قاعدة بيانات الفيلم (الإنجليزية)
- إيفان هاندلر على موقع كينوبويسك (الروسية)